# Puebla de la Sierra
Puebla de la Sierra est une commune de la communauté de Madrid, en Espagne.

## Situation
Il est situé dans la vallée de Puebla, au pied de la chaîne de montagnes Lobosillo (Sierra del Rincón), à environ 110 km de Madrid.

## Images

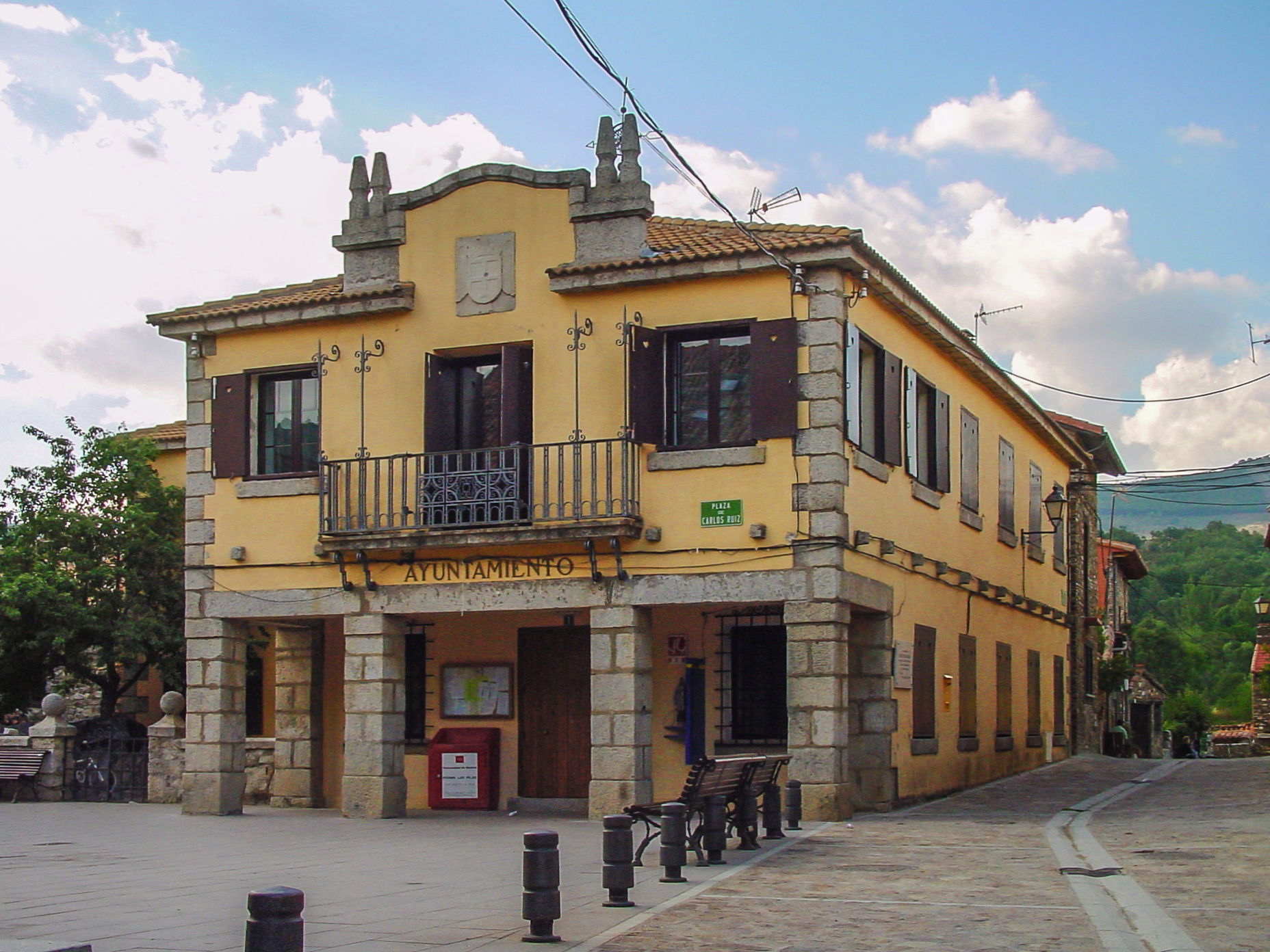
Mairie de Puebla de la Sierra
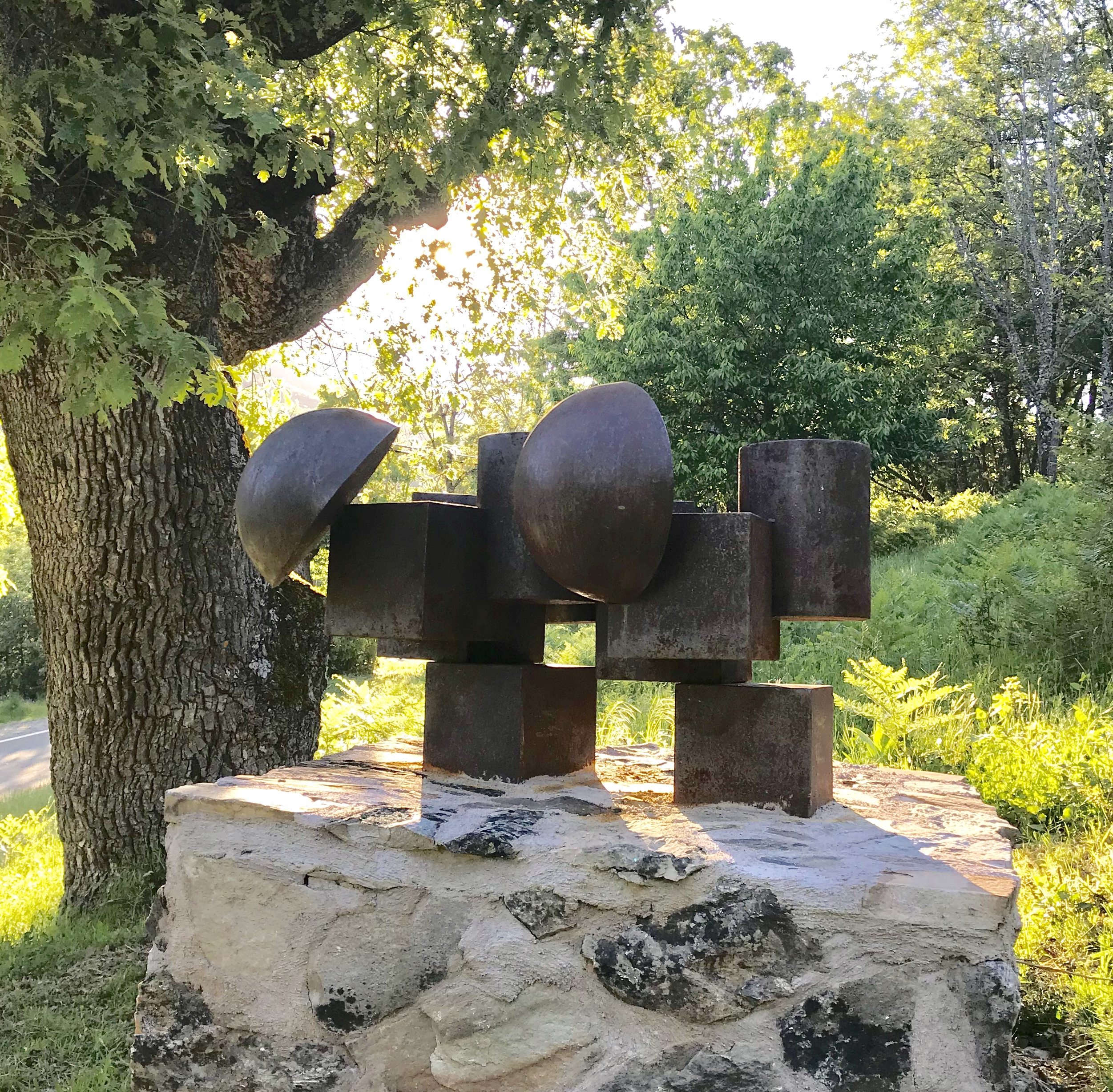
Parc de sculptures. Œuvre de Teddy Cobeña
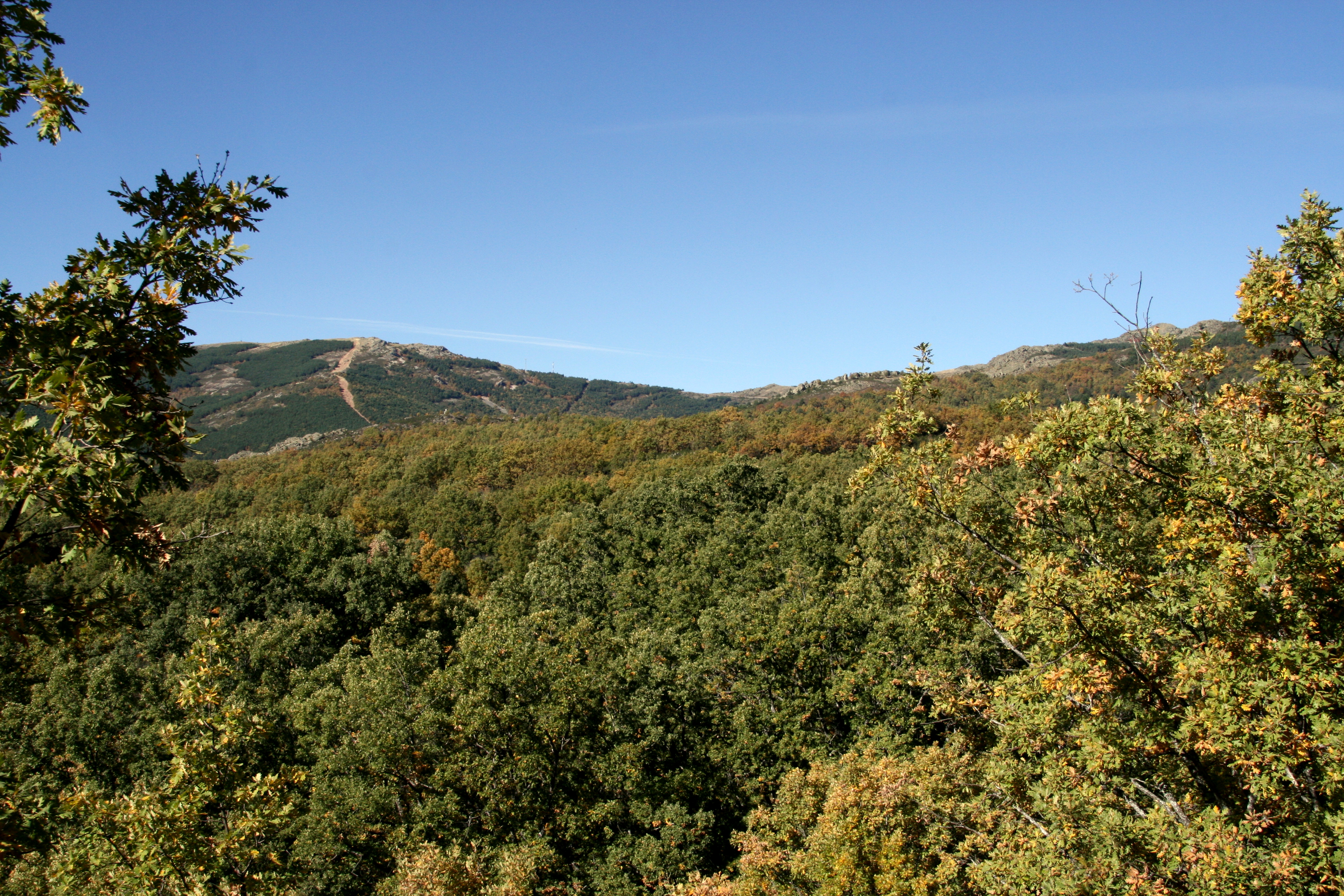
Sentier de chêne
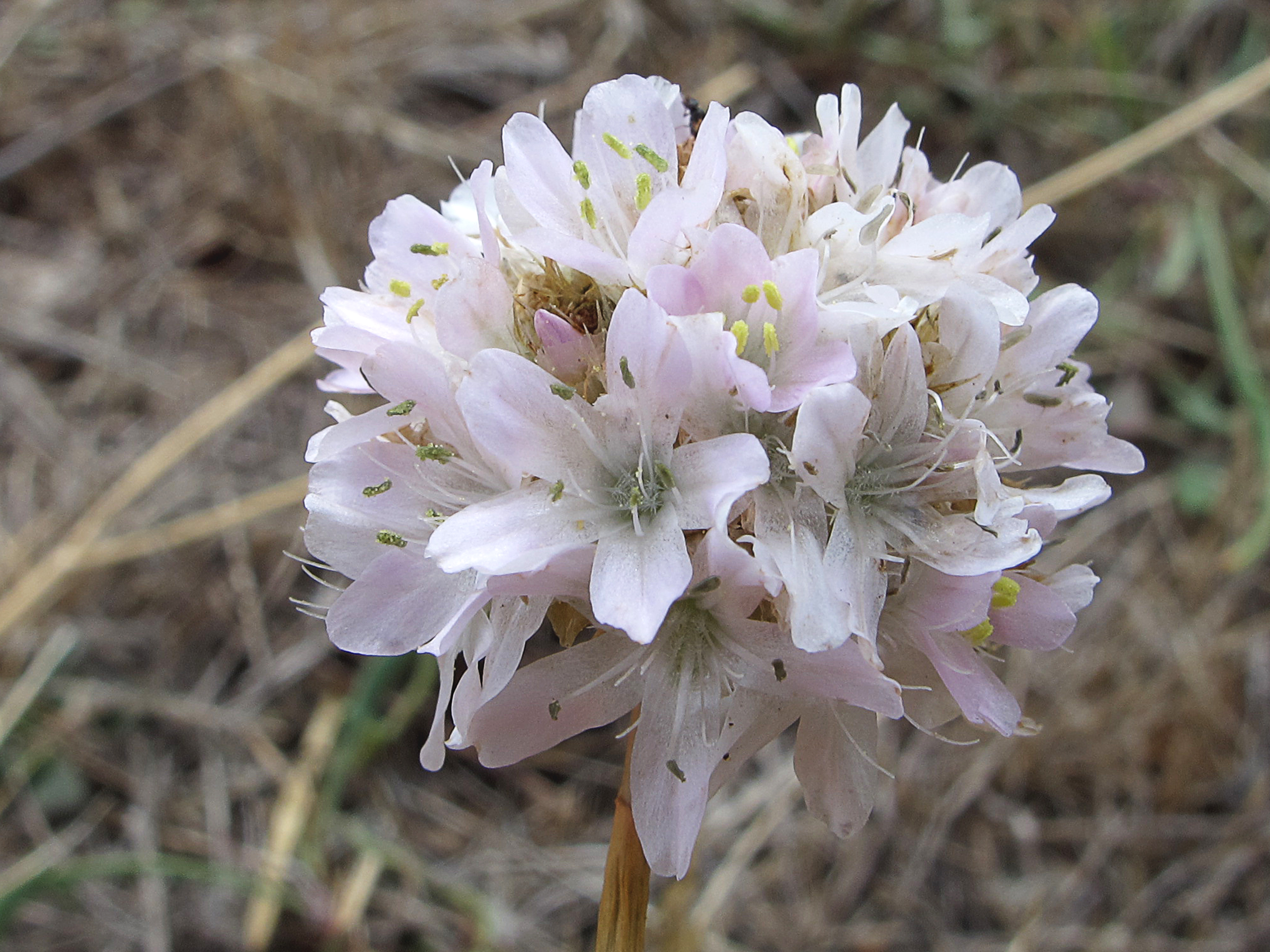
Fleur de la biosphère à Puebla de la Sierra